# Moriago della Battaglia
Moriago della Battaglia (velenceiül Moriago de ła Bataja) település Olaszországban, Veneto régióban, Treviso megyében. Lakosainak száma 2827 fő (2023. január 1.). Moriago della Battaglia Farra di Soligo, Vidor, Volpago del Montello, Crocetta del Montello és Sernaglia della Battaglia községekkel határos.

## Népesség
A település népességének változása:
| Lakosok száma | 2800 | 2815 | 2827 |
|               | 2017 | 2018 | 2023 |